# Eugenia sanjuanensis
Eugenia sanjuanensis är en myrtenväxtart som beskrevs av P.E.Sánchez. Eugenia sanjuanensis ingår i släktet Eugenia och familjen myrtenväxter. Inga underarter finns listade i Catalogue of Life.